# Hydnoplicata whitei
Hydnoplicata whitei är en svampart som beskrevs av Gilkey 1954. Hydnoplicata whitei ingår i släktet Hydnoplicata och familjen Pezizaceae.   Inga underarter finns listade i Catalogue of Life.